# Seefeld (Thun)

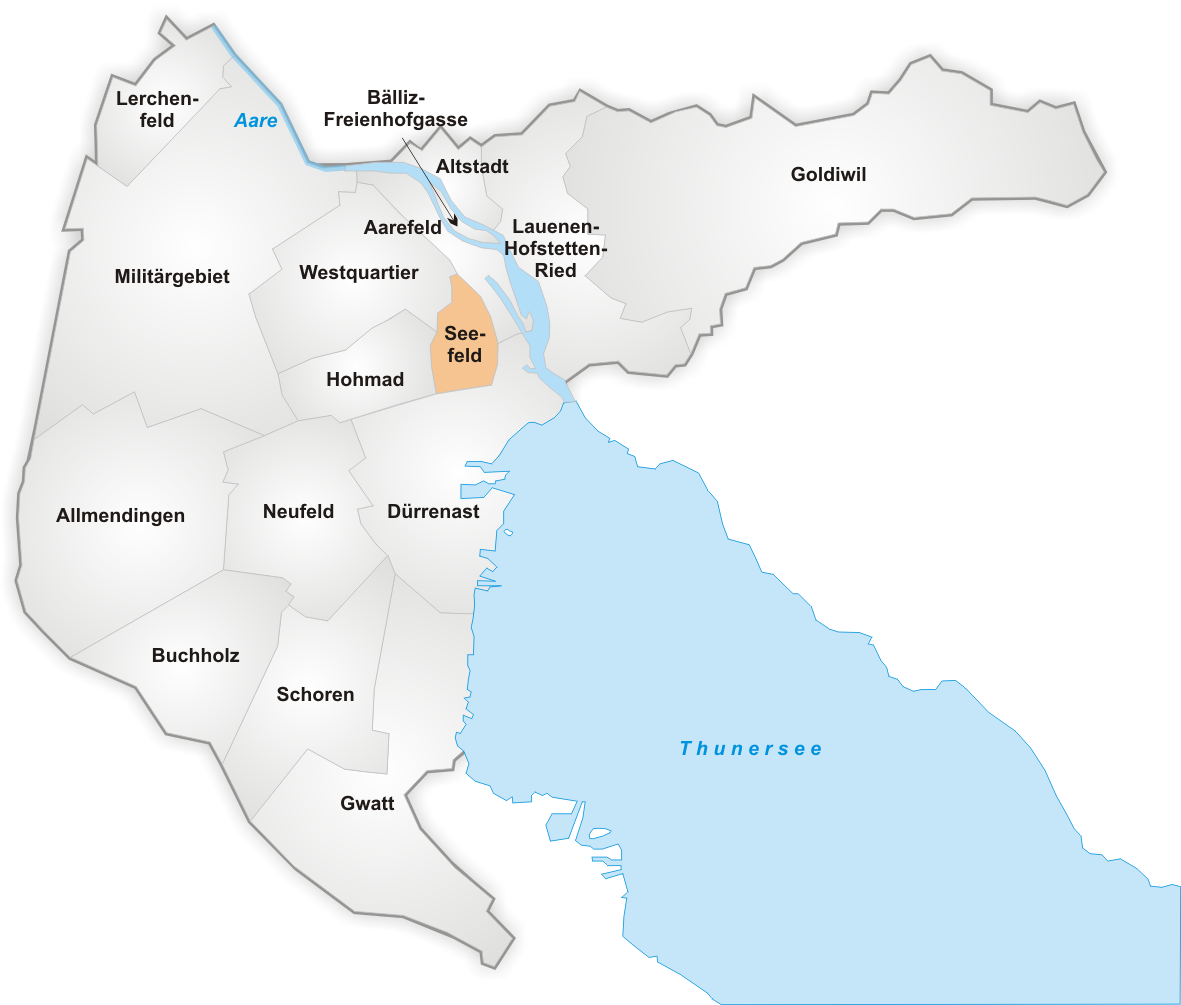
Karte Thun Quartiere, Seefeld

Das Seefeld ist ein kleines Wohnquartier und Leistgebiet der Stadt Thun im Schweizer Kanton Bern.

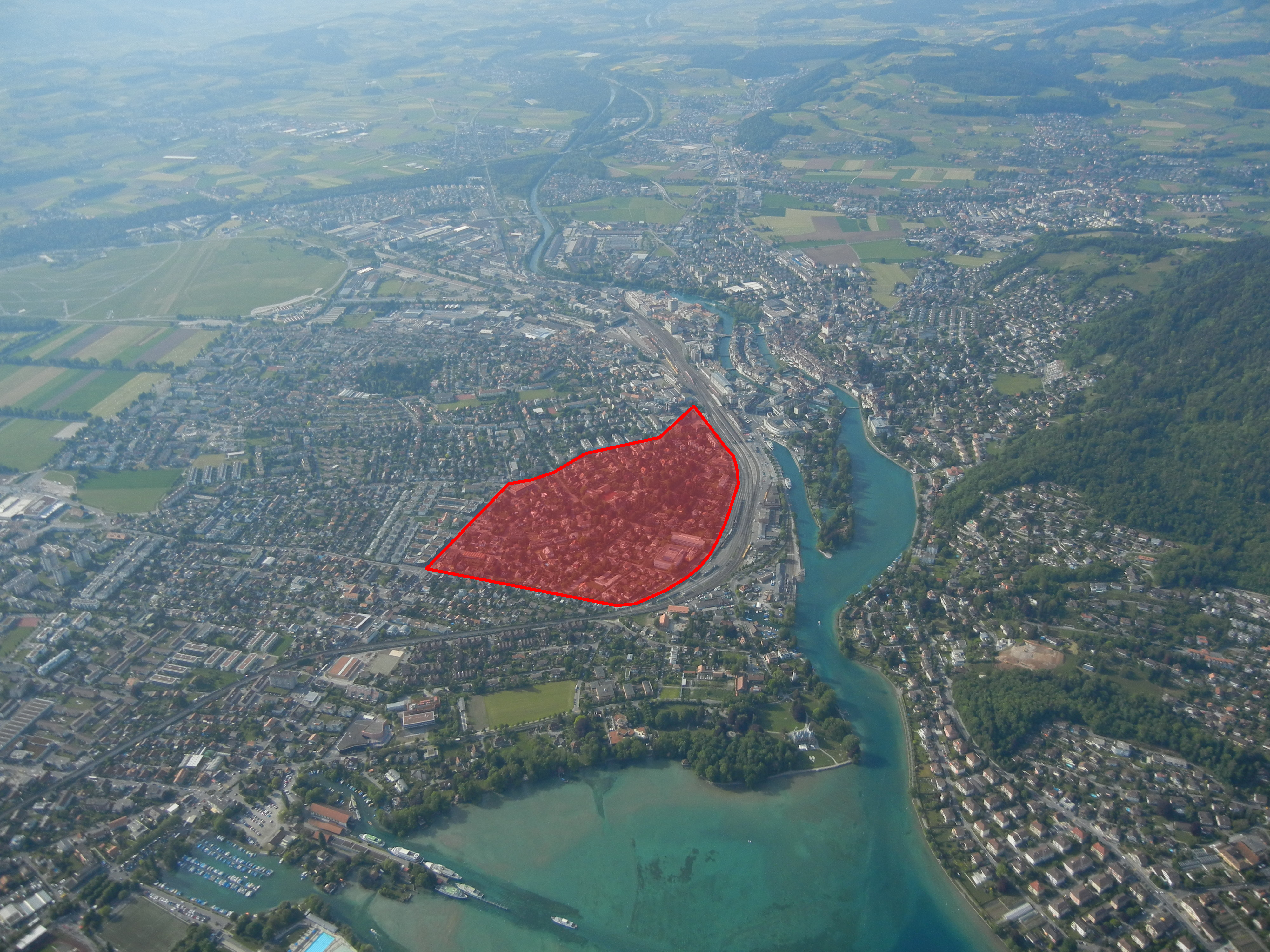
Luftaufnahme von Thun mit dem Seefeld-Quartier

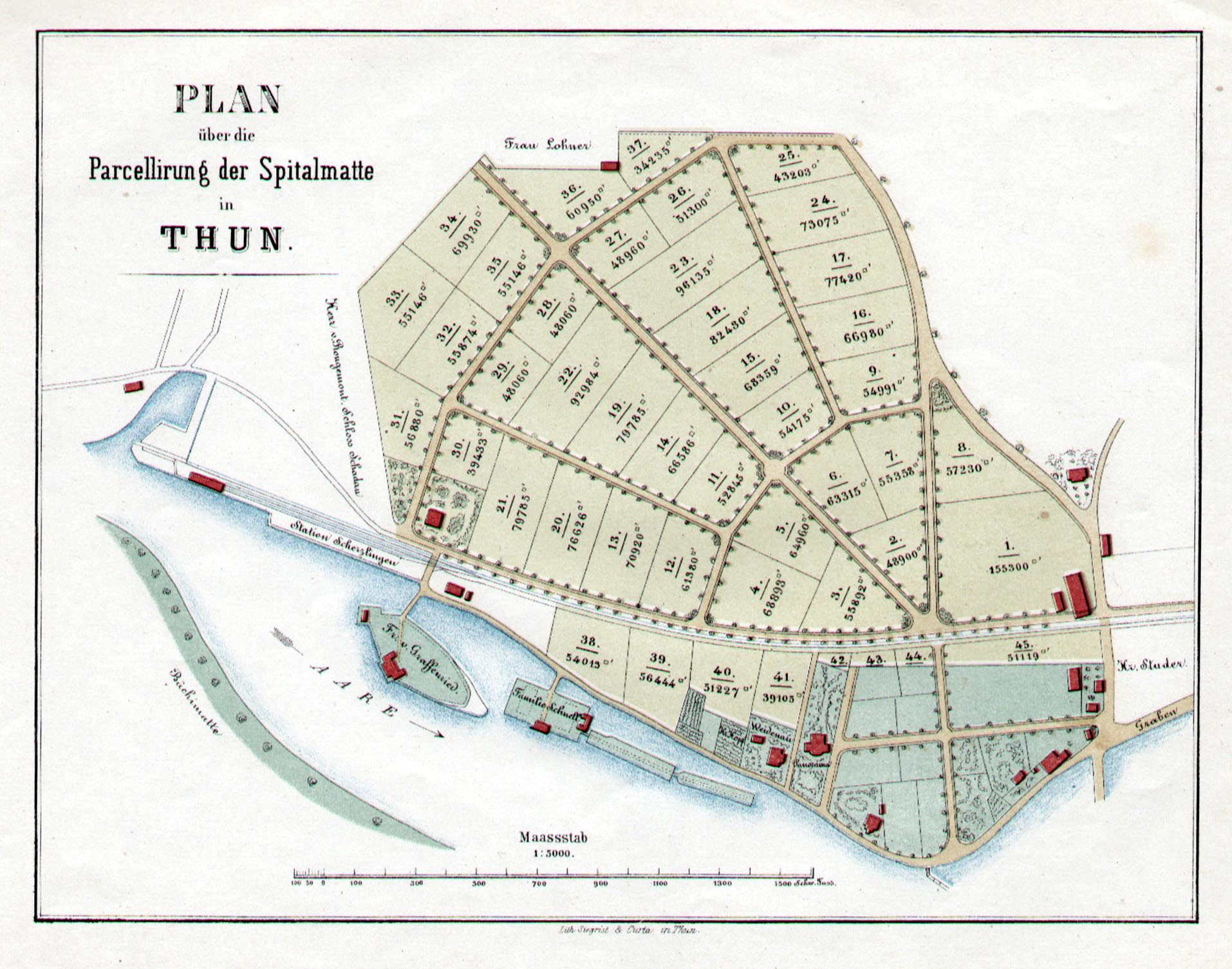
Plan über die Parzellierung der Spitalmatte in Thun

## Geographie
Das Quartier wird im Westen durch die Frutigenstrasse, im Osten durch die Bahnanlagen des Bahnhofs Thun und im Süden durch die ehemalige Gemeindegrenze Thun/Strättligen begrenzt.

## Schulen
Es beherbergt eine Reihe von Bildungsinstitutionen. Nebst Kindergarten, Primar- und Tagesschule gibt es ein Gymnasium mit Fachmittelschule sowie eine Wirtschaftsschule und ein Berufsbildungszentrum.

## Geschichte
Das Gebiet des heutigen Seefeldquartiers wurde 1872 als Spitalmatte von der Baugesellschaft Thun gekauft.